# I Girasoli (gruppo musicale 1989)
I Girasoli è  un gruppo musicale di cantanti piacentini e parmensi, interpreti di canzoni popolari, fondato dal compositore e arrangiatore di molti brani delle orchestre da ballo, Fausto Fulgoni.

## Storia del gruppo
I Girasoli nascono in modo casuale nel 1989 in quanto i componenti, avendo in comune la passione per la canzone popolare, si ritrovano spesso nelle osterie, nelle feste di piazza, con gli amici e, in ogni occasione, riscontrano molti consensi per il modo di eseguire i canti con arrangiamenti a più voci, dalle quali spicca quella del solista Domenico. Il quintetto è formato da due coppie di fratelli, Paolo e Domenico Forlini e Nino e Dante Pascelupo, e da Fausto Fulgoni, che è autore e arrangiatore di molti pezzi del gruppo. Fulgoni si afferma anche come autore di brani come Monella capricciosa, Nuova vita, Pagamiento e Odio e amore, per artisti del liscio e della canzone italiana melodica, tra i quali Nilla Pizzi, Franco Bastelli, Ruggero Scandiuzzi, Franco Bagutti, Orchestra Borghesi, Titti Bianchi, Sandrino Piva, i Filadelfia, Castellina Pasi, Omar Codazzi, Orchestra del cuore, Enrico Musiani e tanti altri.
Il primo volume di canzoni, Aria di festa (poi intitolato Bugiardo amore nelle ristampe successive), viene inciso inizialmente per un ricordo personale ma, inaspettatamente, riesce a ottenere successo. Ciò convince i cinque, a dare inizio a una vera e propria attività artistica. Il gruppo si esibisce prevalentemente nelle piazze e nelle feste a carattere popolare proponendo canzoni del patrimonio musicale folcloristico italiano (come La bella la va al fosso, Come porti i capelli bella bionda, La mamma di Rosina, L'uva fogarina, Madonnina dai riccioli d'oro, La cesarina, Meglio sarebbe, Amor dammi quel fazzolettino, Reginella campagnola, Cimitero di rose), alcuni canti degli Alpini (come Sul cappello, Quel mazzolin di fiori, Vinassa vinassa, Signore delle cime) e varie interpretazioni dell'Ave Maria - Schubert, Gounod - oltre a numerose canzoni proprie, scritte dallo stesso Fulgoni, come Cuore Alpino, Una rosa per te, Innamorato, Il campanile, Amore amore amore, Made in Italy, Bugiardo amore, Le mie valli e Il valzer dei pensionati.
I Girasoli hanno cantato per gli emigranti italiani in Svizzera, in Francia, in Inghilterra e in America riscuotendo ovunque buoni riscontri. Si sono esibiti anche in varie trasmissioni televisive su reti locali e nazionali tra le quali spicca la partecipazione per 70 puntate allo show di Canale 5 Buona Domenica, condotto da Maurizio Costanzo, Paola Barale, Massimo Lopez, Claudio Lippi e Luca Laurenti. Si sono esibiti a Bim Bum Bam, a Fornelli d'Italia (con Davide Mengacci) e in tante televisioni private italiane come Telecittà, Telelombardia, Antenna 3 Lombardia, Telecity, Telecupole e Canale Italia.
Negli anni 2010 il quintetto è diventato un trio: infatti, i fratelli Nino e Dante Pascelupo hanno deciso di abbandonare il complesso. Alcune canzoni degli ultimi tempi sono Bambini, Quattro rose, Vestita era un angelo, Nonno Alpino, Santo Padre Pio (alcune interpretate anche da alcune orchestre da ballo come Franco Bagutti, Omar Codazzi e Franco Bastelli).

## Formazione

### Prima formazione (quintetto)
- Fausto
- Domenico
- Paolo
- Nino
- Dante

Questa è stata la formazione classica del gruppo e quella che ha registrato la maggior parte dei cd. Soprattutto nelle prime produzioni i brani erano scritti e messi in musica esclusivamente dal maestro Fausto Fulgoni. Con il passare degli anni I Girasoli hanno ampliato il loro repertorio, adattando brani popolari e classici della musica da ballo, eseguendoli con 5 timbri vocali diversi: basso (Fausto), baritono (Paolo), tenore secondo (Domenico), tenore primo (Nino) e controtenore (Dante).

### Seconda formazione (trio)
- Fausto
- Domenico
- Paolo

Questa è la formazione attiva ancora oggi. Data l'assenza delle voci più acute il gruppo ha arrangiato i nuovi cd in maniera originale, e talvolta Paolo (baritono) ha eseguito la parte da solista al posto del fratello Domenico (che ha iniziato a cantare con timbri più acuti che prima erano affare dei fratelli Pascelupo). Al maestro Fulgoni sono rimaste le parti da basso.

## Discografia

### Album a 5 voci
- Bugiardo amore (Aria di festa)
- Con amore e poesia
- Croce bianca
- Cuore Alpino (Cantare, Amare, Sognare)
- I Girasoli all'osteria
- Domenica paesana
- Quattro volte bella
- Alpini italiani
- L'uva fogarina
- Madonnina dai riccioli d'oro
- L'uccellino - Vol. 11 (Fonola Dischi – CD 1334)
- Chiesetta alpina
- Colombe bianche
- Quattro rose
- Popolardance
- Il valzer dei pensionati
- Italia mia
- Bianche cime

### Album a 3 voci
- Aria di casa mia
- Nonno Alpino
- A tutto ballo
- Emozioni italiane
- Se te lo dice il cuore
- Arti, mestieri e...
- Per sempre alpini
- Ali nel cielo
- Le popolarissime di ieri e di oggi
- Vecchia osteria (nuova produzione 2024)
- Viva noi (nuova produzione 2024) entrambi i cd prodotti da “Edizioni musicali Farfallina”

### Raccolte
- I Girasoli la storia, dal 1989 ad oggi[8]